# Shingo Okudaira
Shingo Okudaira (jap. 奥平 真吾, Okudaira Shingo; * 1966 in der Präfektur Tokio) ist ein japanischer Jazzmusiker (Schlagzeug).
Shingo Okudaira begann bereits mit drei Jahren Schlagzeug zu spielen und erhielt ersten Musikunterricht durch seine Eltern. Mit seiner Familie kam er 1971 nach New York und lebte in den folgenden Jahren in Nairobi. Nach seiner Rückkehr nach Japan besuchte er die Grundschule; mit neun Jahren trat er erstmals als Schlagzeuger auf, bereits mit elf legte er sein Debütalbum Maiden Voyage vor. und spielte bei Tsuyoshi Yamamoto (Well You Needn’t, 1978), Shungo Sawada (Shungo, 1983) und Tatsuya Sato. Während des Besuchs der Mittelschule arbeitete er mit Toshihiko Honda.
Nach dem Besuch der Oberschule studierte er an der Hōsei-Universität; in dieser Zeit spielte er mit Mikio Masuda und Fumio Karashima, bevor er 1991 nach New York City zog. Dort arbeitete er u. a. mit Carlos Garnett. 1995 legte er das Album Kilifi vor (mit Tim Armacost, Mark Gross, Gerald Cannon), gefolgt von dem Soloalbum Makonde (1996) und Alisema (1998). In New York spielte er des Weiteren mit dem Continental Jazz Trio (mit Tim Armacost und Joris Teepe), mit Kenny Garrett, Steve Elmer, Yosuke Inoue, Fumio Karashima und Duke Jordan (Plays Standards & More, 1994). Im Bereich des Jazz war er zwischen 1978 und 2014 an 29 Aufnahmesessions beteiligt. Im Juli 2010 kehrte er nach Japan zurück und gründete die Band Okudaira Shingo The Force (奥平真吾The Force).